# Roca del Corb (Lles de Cerdanya)
La Roca del Corb és una muntanya de 1.362 metres que es troba al municipi de Lles de Cerdanya, a la comarca de la Baixa Cerdanya.